# 4 Lacertae
4 Lacertae è una stella della costellazione della Lucertola, situata nella parte centrale della costellazione. Di magnitudine +4,55, dista 2117 anni luce dal sistema solare.
Ha una massa oltre 10 volte quella del Sole, ed una luminosità, considerata la radiazione ultravioletta emessa per una stella di tipo spettrale B9, dunque più calda del Sole, 38000 volte superiore.